# Pseudomacronema vittatum
Pseudomacronema vittatum är en nattsländeart som beskrevs av Georg Ulmer 1905. Pseudomacronema vittatum ingår i släktet Pseudomacronema och familjen ryssjenattsländor. Inga underarter finns listade i Catalogue of Life.